# Gemma-Leah Devereux
Gemma-Leah Devereux es una actriz irlandesa, más conocida por haber interpretado a Elizabeth Fitzgerald en la serie The Tudors.

## Biografía
Se entrenó en el Arts Educational Schools en Londres por tres años.

## Carrera
En 2010 apareció en varios episodios de la serie The Tudors, donde interpretó a Lady Elizabeth Fitzgerald. En 2012 apareció como invitada en un episodio de la serie Trouble Times Three, donde dio vida a Emmarina; en la película Comedown, donde interpretó a la enfermera Samantha Harris, y en los cortometrajes Wedding Planners, como Laura, y Blonde. El 5 de enero de 2013, se unió al elenco de la serie médica Casualty, donde interpretó a la estudiante de enfermería Aoife O'Reilly hasta el 27 de abril de 2013.

## Filmografía

### Series de televisión
| Año             | Título              | Personaje                 | Notas                                                    |
| --------------- | ------------------- | ------------------------- | -------------------------------------------------------- |
| 2013 - presente | Casualty            | Aoife O'Reilly            | 14 episodios                                             |
| 2012            | Trouble Times Three | Emmalina                  | 4 episodios                                              |
| 2011            | Saor Sinn o Olc     | Aine                      | episodio # 1.2                                           |
| 2011            | Marú                | Kitty Bryce               | episodio "Death in a Lonely Lane: Derryvane, Co. Armagh" |
| 2010            | The Tudors          | Lady Elizabeth Fitzgerald | 5 episodios                                              |

### Películas
| Año  | Título           | Personaje       | Notas                                                            |
| ---- | ---------------- | --------------- | ---------------------------------------------------------------- |
| 2013 | How to Be Happy  | Flor            | junto a Carrie Crowley, Brian Gleeson & Brian Fortune            |
| 2012 | Comedown         | Samantha Harris | junto a Jessica Barden, Adam Deacon, Sophie Stuckey & Geoff Bell |
| 2012 | Wedding Planners | Laura           | corto - junto a Sharon Coade & Janet Little                      |
| 2012 | Blonde           | Steph           | cortometraje                                                     |
| 2012 | Stitches         | Kate            | junto a Tom Cullen, Tommy Knight, Ross Noble & Valerie Spelman   |
| 2012 | Comedown         | Samantha Harris | junto a Jessica Barden, Adam Deacon, Geoff Bell & Sophie Stuckey |
| -    | Stitches Grindle | Kate            | -                                                                |
| -    | Barry's Tea      | Nicola          | -                                                                |
| -    | Three's A Crowd  | Linda           | -                                                                |
| -    | Ten Things       | Zara            | -                                                                |
| -    | Reunion          | Joven           | -                                                                |

### Equipo de trabajo
| Año  | Título                        | Notas |
| ---- | ----------------------------- | ----- |
| 2012 | Hannah Cohen's Holy Communion | corto |

### Teatro
| Año | Título                         | Personaje        | Director (a)    | Teatro                  | Notas                                |
| --- | ------------------------------ | ---------------- | --------------- | ----------------------- | ------------------------------------ |
| -   | Northern Star                  | Belle/Cecily     | Caitlin McLeod  | Finborough Theatre      | -                                    |
| -   | The Dreamers of Inishdara      | Leanah Dubh      | Gemma Colclough | Jermyn Street Theatre   | junto a Peter Dunne & Patricia Quinn |
| -   | The Virgin of Stratford        | Bridget          | Dawn Reid       | Theatre Royal Stratford | -                                    |
| -   | Today                          | Hermana Mary     | Richard Cant    | -                       | -                                    |
| -   | 1984                           | Julia            | Andrew Loudon   | -                       | -                                    |
| -   | Macbeth                        | Bruja            | James Tillit    | -                       | -                                    |
| -   | Titanic                        | Kate McGowan     | Nick Tudor      | -                       | -                                    |
| -   | Betrayal                       | Emma             | Jane Harrison   | -                       | -                                    |
| -   | Love Labours Lost              | Rosaline         | Terry Fender    | -                       | -                                    |
| -   | The Vortex                     | Florence         | Katie Reed      | -                       | -                                    |
| -   | Golden Box                     | Lorna            | John Abbott     | -                       | -                                    |
| -   | The Exception and the Ruler    | Esposa de Coolie | Richard Beecham | -                       | -                                    |
| -   | The Seagull                    | Masha            | Joy Harrison    | -                       | -                                    |
| -   | Someone Who'll Watch Over Me'' | -                | Jane Harrison   | -                       | -                                    |